# Scopula latifera
Scopula latifera är en fjärilsart som beskrevs av Walker 1873. Scopula latifera ingår i släktet Scopula och familjen mätare. Inga underarter finns listade.